# Оз Білу
Оз Білу (івр. עוז בילו; нар. 16 січня 2001, Рішон-ле-Ціон) — ізраїльський футболіст, нападник клубу «Маккабі» (Нетанья) та молодіжної збірної Ізраїлю. Виступав також за клуб «Ашдод».

## Клубна кар'єра
Оз Білу народився 2001 року в місті Рішон-ле-Ціон, та є вихованцем футбольної школи клубу «Ашдод». Дорослу футбольну кар'єру розпочав 2019 року в основній команді того ж клубу, в якій грав до 2023 року, взявши участь у 67 матчах чемпіонату. З 2023 року Білу грає в складі клубу «Маккабі» (Нетанья). Станом на 14 листопада 2024 року відіграв за команду з Нетаньї 36 матчів в національному чемпіонаті.

## Виступи за збірну
З 2021 року залучався до складу молодіжної збірної Ізраїлю. На молодіжному рівні зіграв у 13 офіційних матчах, забив 1 гол. У складі збірної футболіст брав участь у молодіжному чемпіонаті Європи 2023 року, на якому ізраїльська молодіжка дійшла до півфіналу. На молодіжному рівні Білу зіграв у 13 офіційних матчах, забив 1 гол.